# Брюи (Верхние Альпы)
Брюи́ (фр. Bruis, окс. Bruis) — коммуна во Франции, находится в регионе Прованс — Альпы — Лазурный Берег. Департамент коммуны — Верхние Альпы. Входит в состав кантона Розан. Округ коммуны — Гап.
Код INSEE коммуны — 05024.

## Население
Население коммуны на 2008 год составляло 65 человек.
| 1962 | 1968 | 1975 | 1982 | 1990 | 1999 | 2008 |
| ---- | ---- | ---- | ---- | ---- | ---- | ---- |
| 87   | 93   | 85   | 69   | 59   | 73   | 65   |

## Экономика

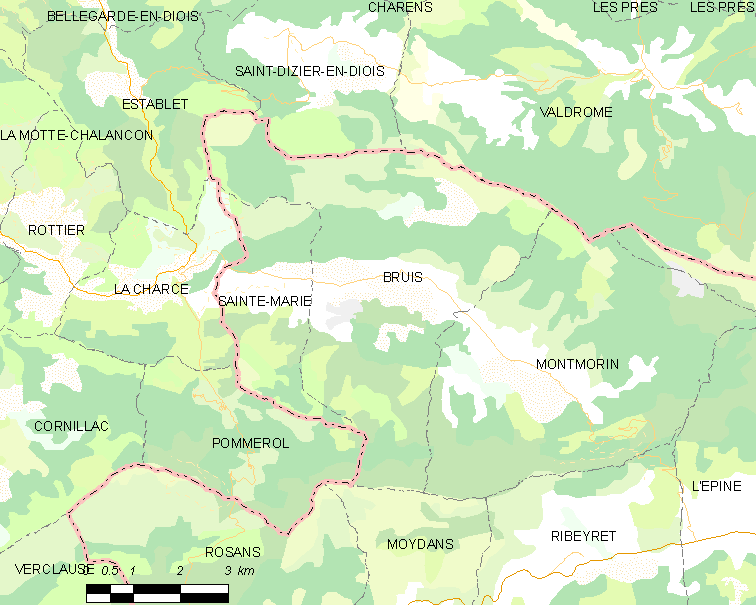
Карта коммуны

Основу экономики составляют сельское хозяйство (орехи, фрукты), животноводство (крупный рогатый скот и овцы), производство извести, туризм.
В 2007 году среди 39 человек в трудоспособном возрасте (15—64 лет) 23 были экономически активными, 16 — неактивными (показатель активности — 59,0 %, в 1999 году было 57,1 %). Из 23 активных работали 22 человека (11 мужчин и 11 женщин), безработной была 1 женщина. Среди 16 неактивных 8 человек были учениками или студентами, 8 — пенсионерами.

## Достопримечательности
- Замок (1669 год).
- Донжон (XII век).
- Церковь Сен-Мишель (1683 год).
- Ораторий, открыт 19 июля 2008 года.